# (3) Juno
(3) Juno lub Junona – trzecia w kolejności odkrycia planetoida z pasa planetoid krążących pomiędzy Marsem a Jowiszem.

## Odkrycie i nazwa
Planetoida (3) Juno została odkryta przez niemieckiego astronoma Karla Hardinga w dniu 1 września 1804 roku w Lilienthal. Jej nazwa pochodzi od najwyższej bogini z mitologii rzymskiej – Junony. 19 lutego 1958 roku wykonano pierwszą obserwację zakrycia gwiazdy przez planetoidę, a planetoidą tą była właśnie Juno. Zakrycie trwało sekundy i dostarczyło badaczom danych, z których można było ocenić wielkość tej planetoidy.

Ruch Juno po niebie na tle gwiazd
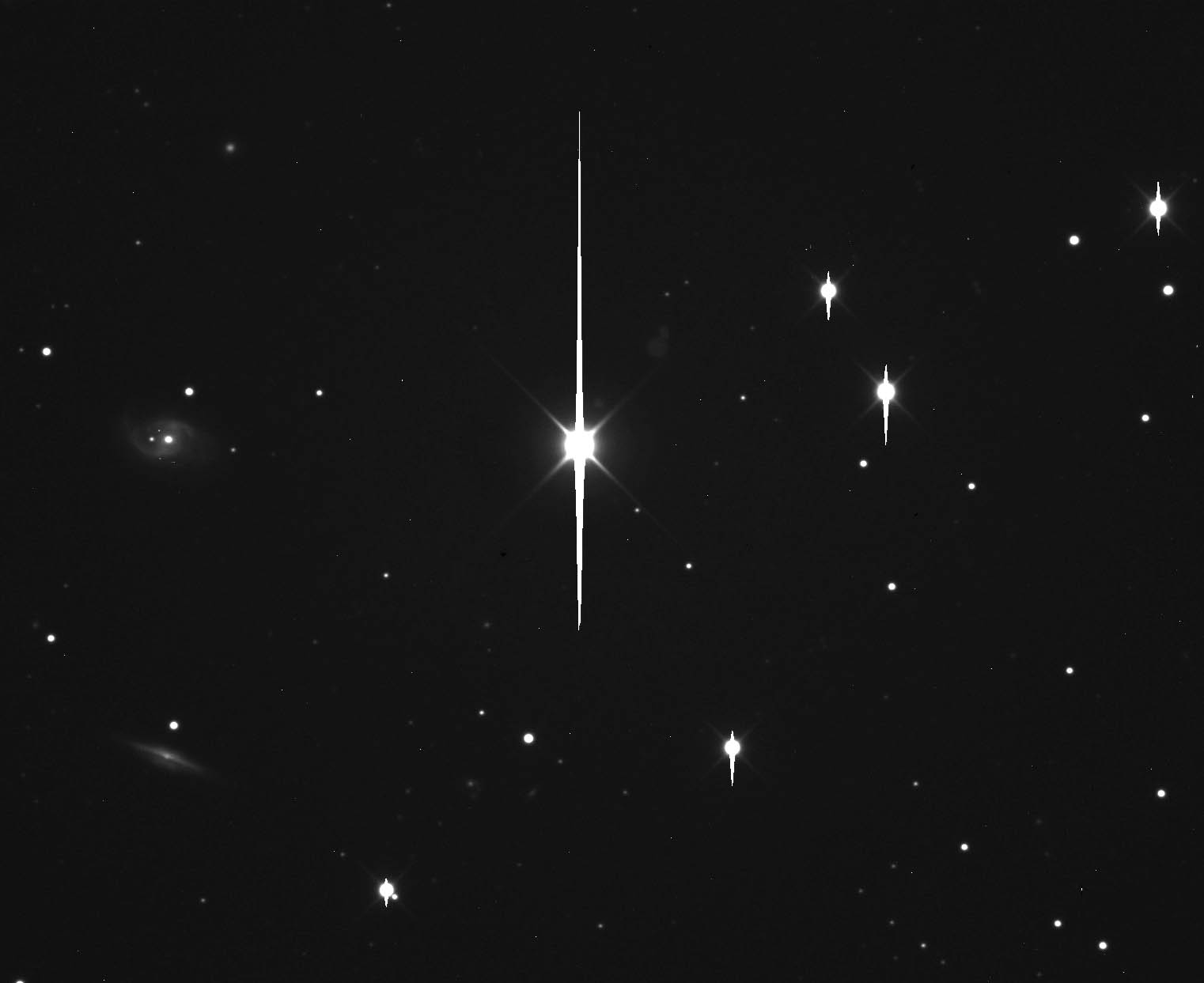
Pięciominutowa ekspozycja planetoidy (jasny obiekt w centrum)
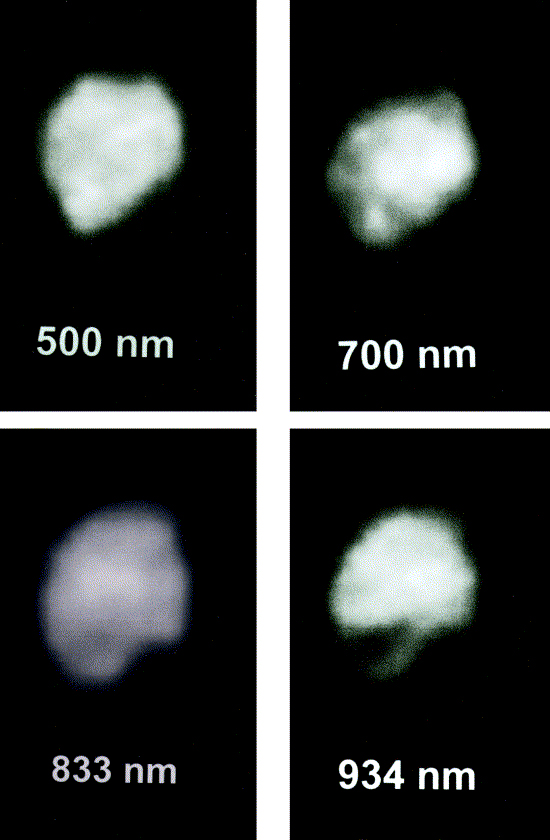
Juno w różnych długościach fali widziana przez teleskop Hooker, obserwatorium na Mt Wilson, USA

## Orbita
Orbita planetoidy Juno nachylona jest pod kątem 12,99° do ekliptyki, a jej mimośród wynosi 0,256. Ciało to okrąża Słońce w średniej odległości 2,67 au, na co potrzebuje 4 lata i 133 dni.

## Właściwości fizyczne
Jest to ciało o nieregularnym kształcie, którego rozmiary wynoszą 290×240×190 km. Albedo Junony wynosi 0,214; maksimum jasności, jaką może osiągnąć to 7,7m (dla ziemskiego obserwatora). Jej absolutna wielkość gwiazdowa wynosi natomiast 5,18m.
Na powierzchni tej planetoidy wykryto, prowadząc obserwacje w podczerwieni, duży krater uderzeniowy o średnicy ok. 100 km, który jest stosunkowo młodym tworem. Juno może być także jednym ze źródeł pochodzenia meteorytów zwanych chondrytami, w których składzie odnajdujemy zawierające żelazo związki krzemu, np. oliwin czy piroksen.